# Джизакский политехнический институт
Джизакский политехнический институт (узб. Jizzax politexnika instituti) — высшее учебное заведение в Джизаке (Узбекистан), основанное в 1992 году.

## История
История Джизакского политехнического института начинается в 1977 году, когда был организован общетехнический факультет в Джизаке с двумя кафедрами. Через три года факультет был преобразован в Джизакский филиал Ташкентского политехнического института. В течение последующих лет учебное заведение несколько раз реорганизовывалось, переводилось в подчинение различных вузов, пока указом президента Узбекистан в 1992 году на основе организованных факультетов и филиалов был создан Джизакский политехнический институт.

## Описание
Территория института 19100 м2. Главное здание на 1500 мест, новое учебно-лабораторное здание на 1000 мест, современный информационно ресурсный центр, спортивный городок включающий в себя спортивный зал, 2 мини-футбольных поля, футбольное поле, теннисный корт и легкоатлетическая площадки.

## Факультеты
- Транспорт
- Промышленные технологии
- Архитектура и строительство
- Энергетика и радиоэлектроника
- Сервис
- Химическая технология
- Инженерии строительных материалов

## Цель
Джизакский политехнический институт, являясь государственным высшим образовательным учреждением, занимается образовательной деятельностью по выполнению основных и дополнительных образовательных программ, а также согласно законам Республики Узбекистан осуществляет учебно-педагогическую и научно—методическую деятельность и оказывает другие образовательные услуги.

## Руководители
1. Носир Рашидович Рашидов (1992—2002)
2. Б. И. Матниязов (2002—2003)
3. Ибрагим Солихович Садыков (2003—2012)
4. Эргаш Алибекович Салиев (2012—2016)
5. Алишер Кадиркулович Усманкулов (2016)